# Pseudacanthicus leopardus
Pseudacanthicus leopardus (лат.) — вид лучепёрых рыб из семейства кольчужных сомов, обитающий в Южной Америке.

## Описание
Общая длина достигает 15 см. Голова широкая, уплощённая сверху. У самцов она крупнее, чем у самок. Глаза довольно большие. Имеются 2 пары коротких усиков. Челюсти короткие, образуют острый угол при соединении. Зубы толстые и малочисленные. Туловище удлинённое, покрыто большим количеством острых шипиков. Спинной плавник довольно большой, широкий и длинный. Грудные плавники широкие, у самцов на первом луче есть длинные шипы. Брюшные плавники удлинённые. Анальный плавник меньше брюшных плавников. Жировой плавник маленький. Хвостовой плавник большой, с острыми концами и нитями у взрослых особей.
Окраска тёмно-коричневая с чёрными пятнами на туловище и плавниках. Крайние лучи спинного и хвостового плавников оранжево-красного цвета, кончики лучей этих плавников того же цвета. Брюхо имеет серо-жёлтую окраску. У молодых особей через спинной и хвостовой плавники проходит широкая полоса красного цвета. У молоди чёрные пятна на плавниках.

## Образ жизни
Это донная рыба. Отдает предпочтение мягкой и кислой воде, насыщенной кислородом. Встречается на быстром течении с песчаным дном. Днём прячется среди камней и коряг, активна в сумерках и ночью. Питается двустворчатыми, улитками, креветками, в значительно меньшей степени водорослями.

## Размножение
Самки откладывают икру в пещерках, которую охраняют самцы.

## Распространение
Является эндемиком Гайаны, обитает в реке Рупунуни.